# Dylan Moran

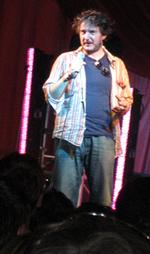
Dylan Moran in 2007

Dylan William Moran (Navan, 3 november 1971) is een Ierse komiek, acteur en schrijver. Hij heeft verschillende prijzen (waaronder BAFTA - en Edinburgh Comedy Awards (voorheen Perrier Comedy Awards) gewonnen voor zijn werk en staat vooral bekend om zijn stand-upcomedy, de sitcom Black Books waarin hij speelt en mede aan heeft geschreven, en zijn samenwerking met Simon Pegg aan films als Run Fatboy Run en Shaun of the Dead.

## Carrière
Moran verliet school zonder kwalificaties en deed vervolgens vier jaar niks anders dan 'drinken en slechte poëzie schrijven.' Hij begon met zijn stand up in 1992 in Dublin en kreeg daar goede kritieken. Tussen 1995 en 1996 schreef hij wekelijks voor de Ierse krant The Irish Times.
In 1993 won hij de 'So You Think You're Funny' award op het Edinburgh Festival en in 1996 werd hij vervolgens als 24-jarige de jongste persoon ooit die de Perrier Award won. Daarna trad hij op op verschillende grote evenementen zoals het Montréal Comedy Festival en het Hay Literary Festival. Zijn tv-carrière begon pas echt in 1998 toen hij een grote rol kreeg in de Britse sitcom 'How Do You Want Me?'. Echt bekend op tv werd hij met Black Books, een sitcom uitgezonden op Channel Four en begonnen in 2000. Hij schreef het met een andere bekende Ierse schrijver: Graham Linehan. De sitcom ging over een boekenwinkel gerund door de dronken, asociale eigenaar Bernard Black. De sitcom werd erg goed ontvangen en maakte uiteindelijk 3 seizoenen na het winnen van verschillende prijzen.
Moran is ook bekend van zijn rol in Shaun Of The Dead in 2004, geschreven door Simon Pegg. Hij ging weer verder met stand up in 2004 met zijn shows Monster I en Monster II. Hij trad vervolgens onder andere op in New York bij the British Comedy Invasion. Zijn derde grote tour was genaamd Like, Totally en werd gestart in 2005. In 2007 speelde hij wederom naast Simon Pegg in de film Run, Fat Boy, Run. In oktober en november 2008 startte hij weer een stand up tour door het Verenigd Koninkrijk genaamd What It Is.
- Bibsys: 12019635
- Gemeinsame Normdatei: 173792073
- International Standard Name Identifier: 0000 0000 4875 8495
- Library of Congress Control Number: no2005053512
- MusicBrainz: dad452f7-fa54-4bea-8356-94c3fa87b075
- Nationale Bibliotheek van Tsjechië: xx0169581
- Nationale Bibliotheek van Israël: 987007325985705171
- Nederlandse Thesaurus van Auteursnamen: 239296958
- Système universitaire de documentation: 165631333
- Virtual International Authority File: 31728957
- WorldCat: E39PBJpjbP4vgBVJbpYy6XrKBP